# Billy Kidman
Peter Alan Gruner Jr. (11 de mayo de 1974) es un luchador profesional retirado estadounidense, más conocido por su nombre en el ring Billy Kidman. Actualmente está firmando con WWE como productor. Kidman es conocido por su trabajo con la World Championship Wrestling (WCW) y la World Wrestling Federation/Entertainment (WWF/E) a lo largo de la década de 1990 y principios de 2000.
Se unió a la World Championship Wrestling (WCW) y se ganó fama como un miembro clave de varias luchas Fuertes. Además de ser un miembro de Raven's Nest, también fue miembro de Filthy Animals y luego de New Blood. Como miembro de estas facciones, Gruner participó en memorables rivalidades con los principales nombres de WCW, incluyendo Hulk Hogan, Jeff Jarrett y Rey Mysterio . Kidman luchó por muchos años en la WCW y ganó el WCW Cruiserweight Tag Team Championship de pareja y también su amigo de la vida real Rey Mysterio. Después de dejar el grupo, ganó el WCW World Cruiserweight Championship tres veces. Gruner se reunió también con su exesposa Torrie Wilson, mientras estaban trabajando en la WCW.
Tras la compra de WCW por la World Wrestling Federation (WWF), Kidman se convirtió en un miembro de la facción The Alliance facción, y más tarde en un exitoso campeón peso crucero y en parejas.

## Carrera

### Principios de carrera
Gruner fue entrenado por Afa Anoa'i y luchó su primera lucha el 11 de septiembre de 1994 en el Circuito independiente como Niño Flash. Formó pareja con As Darling conocido como Shooting Starsy que iban a ganar el Campeonato CEPAO Tag Team y el USWA Campeonato Mundial de Tag Team.

### World Championship Wrestling (1996-2001)
Gruner comenzó la lucha libre como Billy Kidman para WCW a finales de 1996, se unió al Raven's Nest en 1997, como un drogadicto despeinado de la calle con un gimmick de un adicto a la heroína. Kidman encontró poco éxito personal con el grupo y con ayuda de Perry Saturn en la derrota Raven en una lucha por lo tanto, la disolución del grupo.
Kidman empezó a arrojar su ropa y comenzó a realizar cosas como Face, con el tiempo luchó contra Juventud Guerrera para ganar su primer WCW Cruiserweight Championship. Guerrera ganó el cinturón de nuevo un par de semanas más tarde, pero la recuperó en WCW World War 3. Kidman llegó a ocupar el título en varios meses, y todavía tiene uno de los más largos reinados. En este tiempo él se convirtió en el favorito y se consider el major superestrella de la división de la WCW, Finalmente perdió el título en un episodio de WCW Monday Nitro en contra de Rey Mysterio . Tenían una revancha en donde Mysterio salió victorioso.

### World Wrestling Federation / Entertaninment (2001-2005)
Cuando WWF compró WCW, el contrato de Gruner (que todavía estaba luchando como Billy Kidman) era uno de los veinticinco involucrados en la compra. Cuando comenzó The Invasion , Gruner apareció en la televisión WWF bajo su bajo el nombre de Billy Kidman como tweener para The Alliance . En julio de 2001, ganó el Campeonato de peso crucero de Gregory Helms en el primer partido televisado de la WCW en SmackDown. Como campeón de peso crucero de la WCW, Kidman procedió a derrotar al campeón de peso semipesado de la WWF X-Pac en la invasión. Después de esto, Kidman fue luego marginado por una lesión durante el ángulo de Invasión y, por lo tanto, no tuvo un impacto tan grande como otros luchadores de WCW. En el episodio del 11 de octubre de SmackDown! , Kidman ganó su quinto campeonato de peso crucero después de derrotar a X-Pac. 
Tras el final de The Alliance, Kidman se convirtió en el favorito de los fanáticos y, posteriormente, fue reclutado para SmackDown. Como parte de la extensión de la marca . En su partido de regreso, Kidman derrotó a Tajiri para ganar su sexto campeonato de peso crucero sin precedentes. Sin embargo, Tajiri reclamó el título en Backlash. En Rebellion, Tuvo pequeñas participaciones en Smackdown! a principios del 2002. Finalmente se unió junto a John Cena en una lucha de oportunidad para ser los primeros Campeones en Pareja de la WWE, pero fueron eliminados en la primera ronda. Poco después sufrió una traición de John Cena al culparlo de haber perdido la oportunidad. Luego de mucho tiempo inactivo la WWE lo liberó de su contrato. Kidman y su novia de la vida real, Torrie Wilson, derrotaron a John Cena y Dawn Marie en un partido de equipo intergender tag. Después de esto, ganó su séptimo campeonato de peso crucero tras batir un récord. Jamie Noble en Survivor Series. Más tarde perdió el título tres meses más tarde a Matt Hardy en No Way Out.
Luego de la pérdida del título, Kidman pasó a pasar los próximos años como piedra angular de la división de peso crucero antes de formar un equipo de etiqueta con el recién llegado Paul London a principios de 2004. Juntos, avanzaron lentamente hasta llegar a las filas del equipo de etiqueta antes de finalmente ganar en parejas. Campeonato por equipos de Dudley Boyz en el episodio del 8 de julio de 2004 de SmackDown!. Demostrando que la victoria no fue una molestia, pasaron a derrotar a Dudley Boyz en una revancha por el título.
Su carrera por el campeonato llegó a un abrupto final después de que Kidman le dio la espalda a London. ¡El giro en el talón se produjo después de una lesión legítima que ocurrió en una grabación de SmackDown el 24 de agosto de 2004 ! , cuando la estrella fugaz de Kidman presionó involuntariamente a Chavo Guerrero para que sufriera una conmoción cerebral. La semana siguiente, Kidman estaba en la cuerda superior listo para golpear a la estrella fugaz, pero vaciló, bajó los torniquetes y caminó lentamente detrás del escenario abrumado por la culpa después de herir a Guerrero. London se quedó solo para defender el título contra Kenzo Suzuki y René Duprée, y fue fácilmente derrotado. Como resultado, London y Kidman se enfrentaron en No Mercy , donde Kidman derrotó a Londres antes de realizar la presión de la estrella fugaz en Londres mientras estaba atado a una camilla. Esto completó el giro del talón de Kidman, mientras procedía a culpar a los fanáticos por querer que fuera más brutal con su estilo en el ring. Kidman y Guerrero terminaron su pelea ante el regreso de Chavo, este último victorioso en el partido final. Kidman luego compitió contra London en el Campeonato de peso crucero en los próximos meses. A principios de 2005, Kidman sufrió una fractura de hueso orbital , que lo dejó fuera por tres meses.
Gruner fue liberado de su contrato con la WWE el 6 de julio de 2005. Gruner dijo que la liberación se debió a una discusión con la administración sobre su decisión de dejar de reservar luchadores en vuelos de primera clase en el extranjero.

### Circuito independiente (2005-2007)
Tras su partida de la WWE, Kidman comenzó a viajar por el Reino Unido. Durante la gira, compitió por la Frontier Wrestling Alliance en un partido a tres bandas con Jody Fleisch y Jonny Storm . También luchó contra la leyenda de la lucha libre británica Robbie Brookside en un esfuerzo perdido para determinar al campeón inaugural de Real Quality Wrestling Heavyweight.
En 2007, Kidman hizo su debut en la International Wrestling Association en un partido para el Campeonato Mundial Pesado IWA contra Ray González, que perdió. Kidman también participó en el Tour Internacional de Asalto II Australiano de la Costa Este del 1 al 3 de junio de 2007, donde compitió contra los luchadores australianos TNT y Mark Hilton antes de derrotar a Bryan Danielson para ganar el Campeonato Mundial Pesado WSW en la tercera noche Newcastle
El 8 de julio de 2007, Kidman se unió a Sean Waltman como parte de un partido de triple amenaza en McAllen, Texas, para coronar a los nuevos Campeones de la World Tag Team de la NWA. El título fue desalojado previamente por el Equipo 3D después de que Total Nonstop Action Wrestling se retirara oficialmente de la National Wrestling Alliance. Sin embargo, Kidman y Waltman perdieron el partido ante Karl Anderson y Joey Ryan.

### Regreso a WWE (2007-presente)
Después de ayudar tren próximos luchadores en la Florida Championship Wrestling lo largo de 2007 y 2008, el 23 de febrero de 2008, él luchó su último partido, perdiendo a Afa, Jr. Gruner fue contratado nuevamente por World Wrestling Entertainment en 2010 como productor. El 21 de septiembre de 2011, WWE publicó una historia en su sitio web sobre Gruner y su papel como productor. 
El 9 de abril de 2012, Gruner junto con los exluchadores Jamie Noble, Goldust y otros oficiales y luchadores de la WWE rompieron la pelea entre John Cena y Brock Lesnar. Actualmente es productor de los programas de RAW Y Smackdown, también se le vio en la gira de WWE por Escocia el 10 de noviembre, apareciendo como Dr. Weiserburg médico personal de Paul Heyman, cuando apareció CM Punk y lo atacó con el palo de kendo junto a Heyman. El 23 de agosto de 2016, episodio de SmackDown Live , apareció junto con Jamie Noble para evitar que Dolph Ziggler atacara a AJ Styles.
El contrato de Kidman fue suspendido por la compañía el 15 de abril de 2020, debido a los recortes de COVID-19.
Regresó el 25 de septiembre de 2020.

## En lucha
- Movimientos finales
  - Seven Year Itch[1] (Shooting star press)[1]
  - BK Bomb[1] (Lifting sitout spinebuster, a veces desde una posición elevada)[1]
  - Kid Krusher[1] (Reverse sitout double underhook facebuster, a veces desde una posición elevada)[1]
  - Kid Krusher I-B[1] (Reverse double underhook facebuster)

- Movimientos de firma
  - Kidmankaze[1] (Shooting star plancha)
  - Dropkick, a veces desde una posición elevada
  - Fireman's carry knee neckbreaker[1]
  - Flip-over sitout facebuster[1]
  - Rolling cutter[1]
  - Hurricanrana
  - Wheelbarrow facebuster[1]
  - Springboard bulldog[1]
  - Diving moonsault
  - Spinebuster

- Mánagers
  - Raven
  - Dawn Marie
  - Torrie Wilson
  - Lacey Von Erich

## Campeonatos y logros
- East Coast Wrestling Association
  - ECWA Tag Team Championship (1 vez) – con Ace Darling
  - ECWA Hall of Fame (Clase 2004)[2]

- Revolution Xtreme Wrestling
  - RXW World Heavyweight Championship (1 vez)[3]

- Trans–World Wrestling Federation
  - TWWF Cruiserweight Championship (1 vez)

- United States Wrestling Association
  - USWA World Tag Team Championship (1 vez) – con Ace Darling[4]

- World Championship Wrestling
  - WCW Cruiserweight Championship (3 veces)[5]
  - WCW Cruiserweight Tag Team Championship (1 vez) – con Rey Misterio Jr.[6]
  - WCW World Tag Team Championship (2 veces) – con Rey Misterio Jr. (1) y Konnan (1)[7]

- World Series Wrestling
  - WSW World Heavyweight Championship (1 vez, actual)[8]

- World Wrestling Federation/Entertainment
  - WCW/WWF/E Cruiserweight Championship (4 veces)[9]
  - WWE Tag Team Championship (1 vez) – con Paul London[10]

- Wrestling Observer Newsletter Awards
  - Worst Feud of the Year (2000)  vs. Hulk Hogan

- Pro Wrestling Illustrated
  - Situado en el Nº202 en los PWI 500 del 1997[11]
  - Situado en el Nº132 en los PWI 500 del 1998[12]
  - Situado en el Nº31 en los PWI 500 del 1999[13]
  - Situado en el Nº72 en los PWI 500 del 2000[14]
  - Situado en el Nº38 en los PWI 500 del 2001[15]
  - Situado en el Nº53 en los PWI 500 del 2002[16]
  - Situado en el Nº78 en los PWI 500 del 2003[17]
  - Situado en el Nº92 en los PWI 500 del 2004[18]
  - Situado en el Nº105 en los PWI 500 del 2005[19]